# Constitution du duché de Varsovie
Lire en ligne

Wikisource : (fr), (pl)

Constitution du 3 mai (1791) Constitution du royaume de Pologne (1815)
La Constitution du Duché de Varsovie a été promulguée par Napoléon à Dresde le 22 juillet 1807, en application du traité de Tilsit. 
La constitution créait un système bicaméral (chambre des nonces et sénat) chapeauté par le roi de Saxe. En fait, l’ensemble était contrôlé par les Résidents français, le maréchal Louis Nicolas Davout assisté par Étienne Vincent-Marniola, Jean-Charles Serra et Louis Pierre Édouard Bignon.
La Constitution était bien plus libérale que la Constitution polonaise de 1791. Elle comprenait :
- l'égalité de tous les citoyens devant la loi
- l'abolition des privilèges de la noblesse
- l'abolition du servage
- l'attribution des droits politiques aux nobles et aux bourgeois.

Un article stipulait que la religion officielle était le catholicisme, un autre autorisait tous les cultes, mais l’introduction du code civil français (Code Napoléon) permettait le divorce et créait le mariage civil, ce qui fut violemment critiqué par l’Église. Un autre article, qui abolissait le servage et reconnaissait la qualité de citoyen aux paysans, fut aussitôt vidé de son contenu, le ministre de la Justice faisant préciser que la terre ne pouvait appartenir qu’à la noblesse et que les paysans n’étaient libres que de leur personne. 
Cependant, la nouvelle Constitution et le nouveau code civil ont permis de mettre en place les conditions permettant à la bourgeoisie d’exister, d’avoir accès aux fonctions les plus hautes. Des réformes ont également été introduites dans la culture et dans l’enseignement.